# Gallaba eusciera
Gallaba eusciera är en fjärilsart som beskrevs av Turner 1931. Gallaba eusciera ingår i släktet Gallaba och familjen tandspinnare. Inga underarter finns listade i Catalogue of Life.